# Central and Eastern European Online Library
Central and Eastern European Online Library (CEEOL) – repozytorium gromadzące akademickie e-czasopisma i e-książki z zakresu nauk humanistycznych i społecznych z Europy Środkowej i Wschodniej oraz na jej temat.

## Historia
Central and Eastern European Online Library (CEEOL) to internetowe repozytorium zapewniające dostęp do artykułów, czasopism naukowych, książek elektronicznych i zdigitalizowanych dokumentów dotyczących zwłaszcza Europy Środkowej i Wschodniej. Tematycznie obejmuje publikacje z zakresu: archeologii, antropologii, kultury i społeczeństwa, ekonomii, edukacji, sztuk pięknych, historii, studiów judaistycznych, prawa, literatury, językoznawstwa, filozofii, nauk politycznych, socjologii, studiów slawistycznych, teatru, filmu, teologii i religioznawstwa i inne.
W 2018 roku CEEOL odwiedziło 1,3 miliona czytelników, a strona miała 3,9 miliona odsłon. CEEOL ma siedzibę we Frankfurcie nad Menem.

## Baza
W CEEOL jest udostępnione ponad 2600 czasopism z zakresu nauk humanistycznych i społecznych. Gromadzone są głównie czasopisma wydawane w Europie związane z Europą Środkową, Wschodnią i Południowo-Wschodnią. W zbiorach znalazło się około 700 czasopism polskich. Wszystkie artykuły są udostępniane (można je pobrać) w formacie pdf. W bazie znajdziemy publikacje wydane w ponad 50 językach, m.in.: angielski, serbski, chorwacki, bośniacki, niemiecki, polski, bułgarski, rumuński, czeski, słowacki, litewski, węgierski, francuski.
Użytkownicy mają dostęp do treści czasopism, które są prenumerowane przez ich instytucję/bibliotekę lub e-booków zakupionych przez ich instytucję. Ponadto wszyscy (zarejestrowani) użytkownicy mają dostęp do treści w otwartym dostępie, oznaczonych ikoną „OA”.

## CEEOL Press
W 2020 roku CEEL uruchomił wydawnictwo CEEOL Press. Jego zadaniem jest wydawanie książek o regionie i współpraca z autorami i wydawcami z Europy Środkowo-Wschodniej. Dyrektorem została mianowana Krisztina Kós. Wydawnictwo wydaje e-booki z opcją druku na żądanie. Wszystkie e-booki są dostępne w CEEOL.

## CEEOL Award
W 2021 roku CEEOL rozpoczął współpracę z Festival des mittel- und osteuropäischen Films umieszczając w otwartym dostępie katalogi festiwali i materiały z sympozjów z lat 2001–2021. W 2022 roku rozszerzając współpracę z GoEast CEEOL ufundował nagrodę dla najlepszego filmu dokumentalnego. Po raz pierwszy nagroda w wysokości 4000 euro została wręczona podczas 22. edycji Festiwalu w kwietniu 2022 roku. Otrzymał ją film ukraińskiego reżysera Tarasa Tomenki Boney Piles.

## Współpraca z Wikipedią
W 2020 roku CEEOL podpisała umowę o współpracy z Wikipedią. Dzięki temu wybrani redaktorzy Wikipedii otrzymają pełny dostęp do zgromadzonych w CEEOL materiałów.